# Gottfried Döhn
Gottfried Döhn (* 10. Juni 1951 in Dresden) ist ein ehemaliger deutscher Ruderer.
Gottfried Döhn startete für den SC Einheit Dresden, wo er von Hans Eckstein trainiert wurde. 1973 ruderte er im Vierer ohne Steuermann, mit dem er DDR- und Europameister wurde. 1975 wechselte er in den Achter und gewann in dem Jahr den Weltmeisterschaftstitel. Im Jahr darauf gewann er mit dem Achter in Montreal bei den Olympischen Spielen 1976 die Goldmedaille. Für diesen Erfolg wurde er mit dem Vaterländischen Verdienstorden in Silber ausgezeichnet. Anschließend wechselte Döhn in den Dresdner Vierer mit Steuermann. 1977 und 1978 wurde das Boot Weltmeister. Nur 1979 konnte er sich als Zweiter in seiner Bootsklasse bei den DDR-Meisterschaften nicht für die Großereignisse des Jahres qualifizieren. In Moskau gewann er bei den Olympischen Spielen 1980 im Vierer sein zweites Olympiagold. Nach den Spielen erhielt er 1980 auch den Vaterländischen Verdienstorden Gold.
Nach seiner aktiven Karriere arbeitete Döhn zunächst als Kraftfahrer. Er wurde Mitarbeiter des Außenministeriums und arbeitete als Technischer Leiter an der DDR-Botschaft in Mali. Heute lebt er in Dresden und ist Vertreter für pharmazeutische Produkte.